# گیاه‌حوض

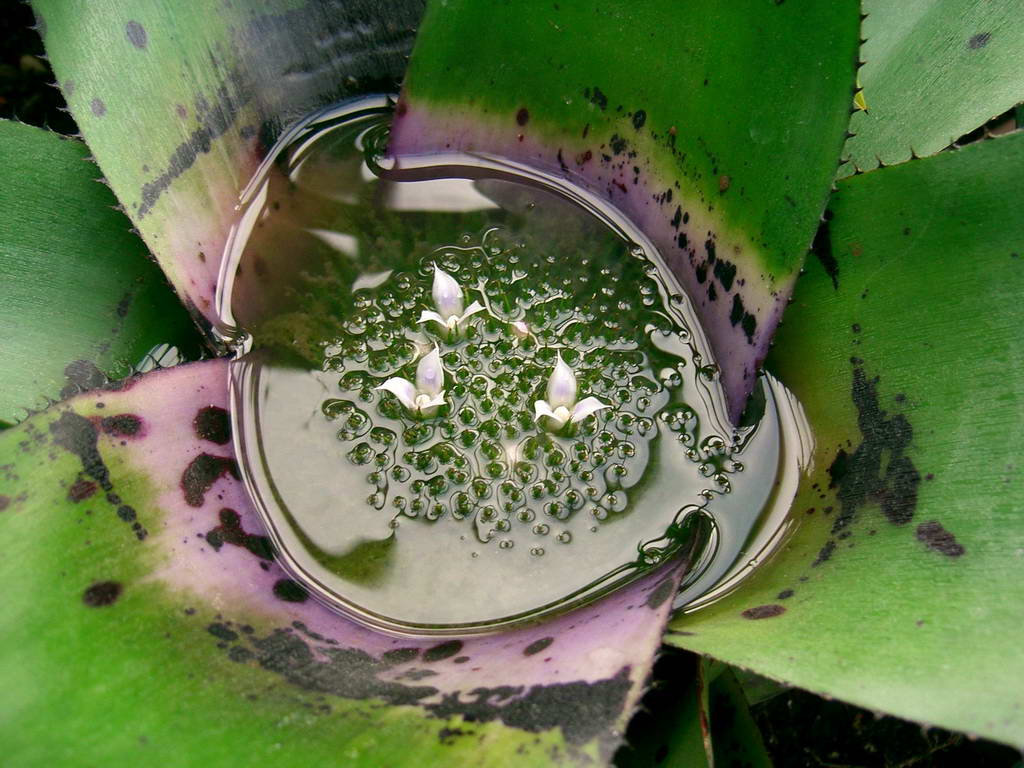
مخزن آناناسیان که توسط Neoregelia concentrica واریته plutonis تشکیل شده است.

گیاه‌حوض (به انگلیسی: Phytotelma) یک حفره کوچک پر از آب در یک گیاه خشکی است. آب جمع شده در این گیاهان ممکن است به‌عنوان زیستگاهی برای جانوران و گیاهان مرتبط باشد.
ادبیات غنی به زبان آلمانی که توسط ثینِمَن (Thienemann) (1954) خلاصه شد، بسیاری از جنبه‌های زیست‌شناسی گیاه‌حوض را توسعه داد. بررسی موضوع توسط کیچینگ (Kitching) (۱۹۷۱) و مگوایر (Maguire) (1971) مفهوم گیاه‌حوض را به خوانندگان انگلیسی زبان معرفی کرد.

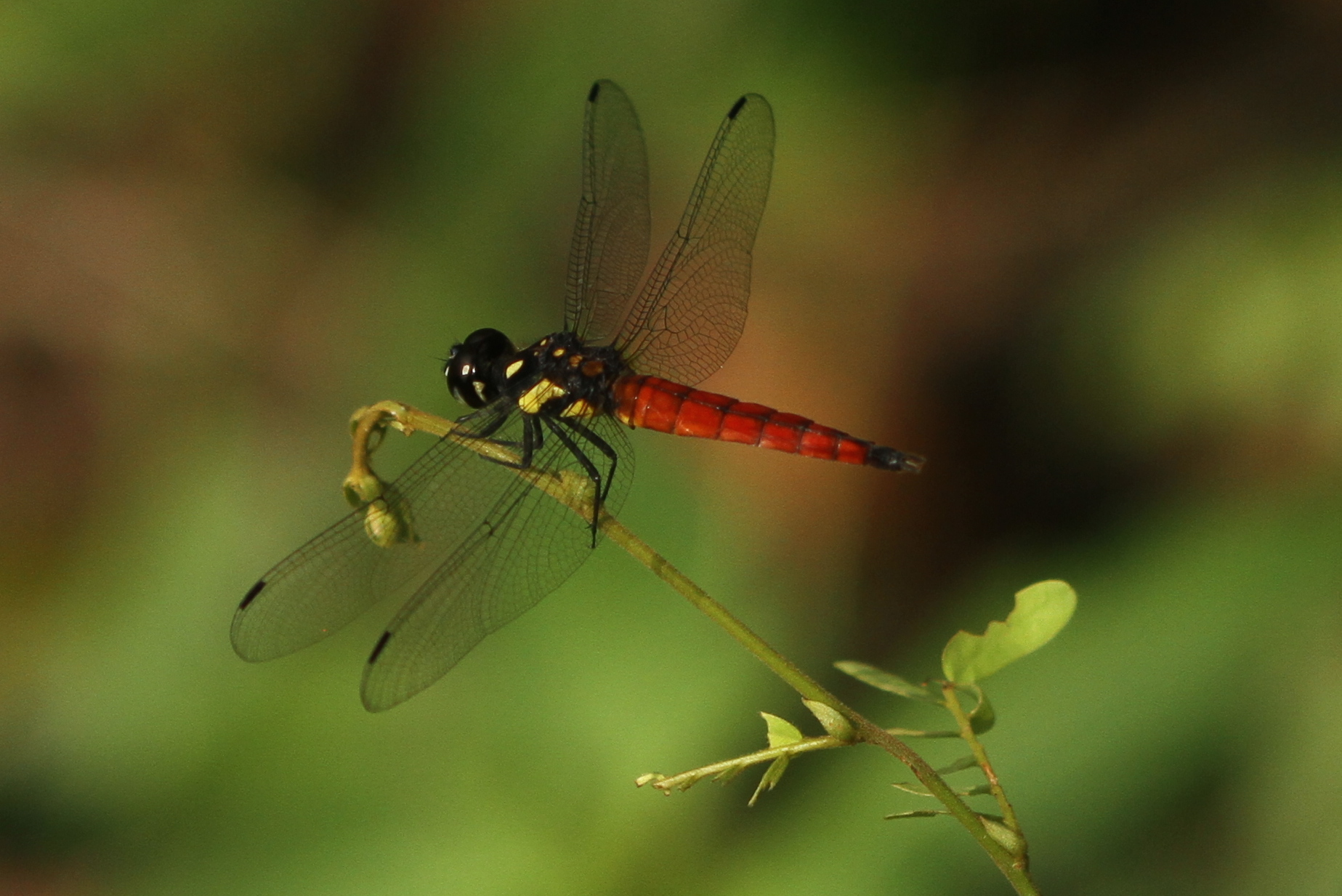
Lyriothemis tricolor گونه‌ای از آسیابک که در گیاه‌حوض پرورش می‌یابد.

یک کتاب چند مؤلف، ویرایش شده توسط فرانک (Frank) و لونیبوس (Lounibos) (1983) در ۱۱ فصل به طبقه‌بندی گیاه‌حوض و به گیاه‌حوض ارائه شده توسط میانگره‌های بامبو، روبغل برگ موز، روبغل برگ آناناسیان، گیاه‌پارچ‌ها، کوزه‌شیپوری‌ها، حفره‌های درخت، و برگک‌های گل گیاه خرچنگی می‌پردازد.

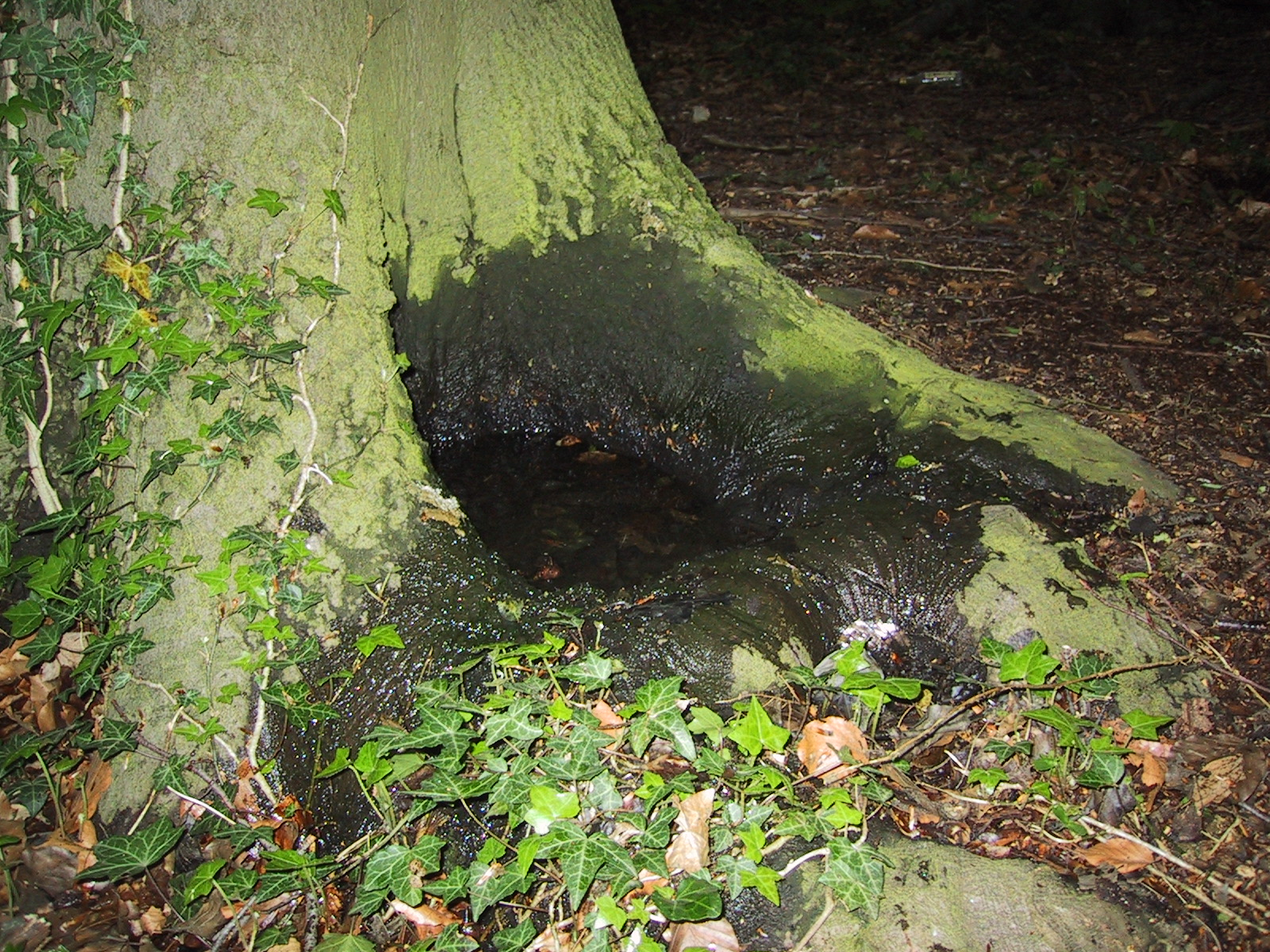
یک حفره درخت که از آب پر شده است.

یک طبقه‌بندی از گیاه‌حوض توسط کیچینگ (۲۰۰۰) پنج نوع اصلی را تشخیص می‌دهد: مخازن آناناسیان، برخی گیاهان گوشت‌خوار مانند گیاه‌پارچ‌ها، حفره‌های درختان پر از آب، میان‌گره‌های بامبو و آب روبغل (جمع شده در پایه برگ، گلبرگ یا برگک)، این بر روی شبکه‌های غذایی متمرکز شده است.
یک بررسی توسط گرینی (Greeney) (2001) هفت شکل را شناسایی کرد: سوراخ‌های درخت، روبغل برگ، گل‌ها، برگ اصلاح شده، قسمت‌های رویشی افتاده (برای نمونه برگ یا پوست)، پوش‌برگ‌های میوه افتاده و ساقه پوسیده.

## ریشه نام
کلمه «phytotelma» از ریشه یونان باستان phyto-، به معنی «گیاه» و telma، به معنی «حوض» گرفته شده است؛ بنابراین، واحد صحیح phytotelma است.
این اصطلاح توسط ال وارگا (L. Varga) در سال ۱۹۲۸ ابداع شد.

## بوم‌شناسی

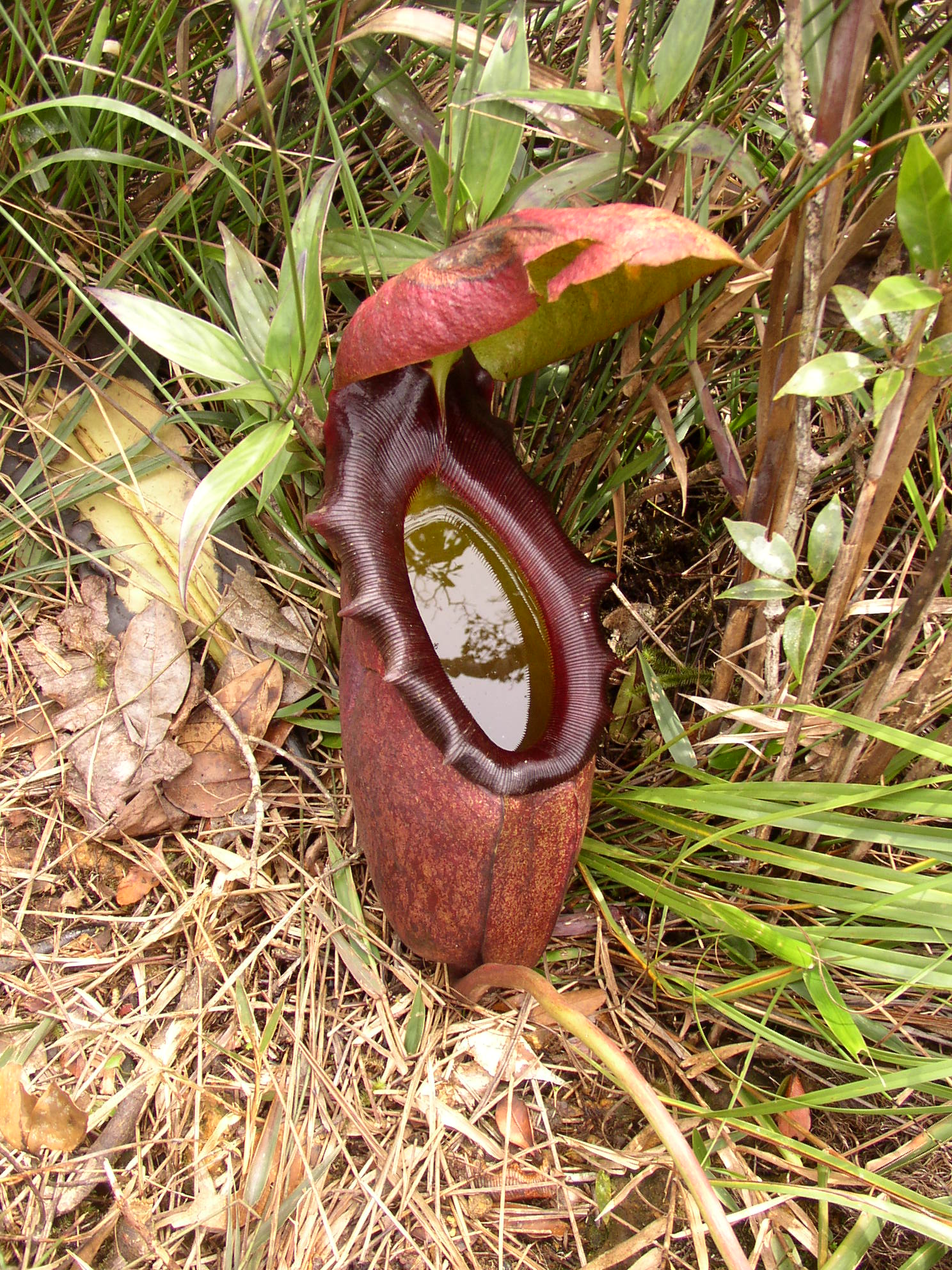
کوزه‌های غول‌پیکر گیاه‌پارچ راجا به‌عنوان گیاه‌حوض عمل می‌کنند.

غالباً جانوران مرتبط با گیاه‌حوض‌ها منحصر به فرد هستند: گروه‌های مختلف ریزسخت‌پوستان در گیاه‌حوض ایجاد می‌شوند، از جمله صدفیان (Elpidium spp. Metacypris bromeliarum)، کوتاه‌شاخک‌سانان (Bryocamptus spp , Moraria arboricola , Attheyella spp) و (Cyclopoida) (Bryocyclops spp. ,Tropocyclops jamaicensis).
در زیستگاه‌های جنگل بارانی گرمسیری و نیمه‌گرمسیری، بسیاری از گونه‌های قورباغه‌ها از گیاه‌حوض به‌عنوان یک پرورشگاه که در دسترس است سود می‌برند، مانند برخی از قورباغه‌های دهان‌باریک (در گیاهان کوزه‌ای)، قورباغه‌های زهرآگین و برخی از قورباغه‌های درختی (در آناناسیان).
بسیاری از حشرات از گیاه‌حوض‌ها برای تولید مثل و جستجوی غذا استفاده می‌کنند، برای نمونه سنجاقک‌سانان، سوزنی‌ریختان، سوسک‌های آبزی و مگس‌ها. برخی از گونه‌ها نیز از اهمیت کاربردی بالایی برخوردارند. برای نمونه، مراحل نابالغ برخی از پشه‌ها، مانند برخی از گونه‌های آنوفل و آئدس که ناقلین بیماری مهم هستند در گیاه‌حوض‌ها گسترش می‌یابند.